# Quevedo (metropolitana di Madrid)
Quevedo è una stazione della linea 2 della metropolitana di Madrid.
Si trova sotto alla Glorieta de Quevedo, nel distretto Centro.
La stazione prende il nome dallo scrittore spagnolo Francisco de Quevedo.

## Storia
La stazione fu inaugurata il 27 dicembre 1925 ed è stata capolinea della linea fino al 1929, quando venne prolungata fino a Cuatro Caminos.

## Accessi
Vestibolo Quevedo
- Arapiles: Glorieta de Quevedo 2 (angolo con Calle de Arapiles)
- Fuencarral: Glorieta de Quevedo 1 (angolo con Calle de San Bernardo e Calle de Fuencarral)